# District de Landau
Le district de Landau était un district du département français de Bas-Rhin. Créé en 1793, son chef-lieu était Landau, auj. Landau in der Pfalz en Rhénanie-Palatinat (Allemagne).
Il était formé, d'une part, des communes composant les deux cantons de Candel et de Landau, distraits du district de Wissembourg et, d'autre-part, de trente-deux communes annexées par la France par décret de la Convention nationale du 14 mars 1793. Leur annexion nécessita la création des deux cantons de Bergzabern et de Billigheim.
| Canton     | Communes |
| ---------- | --- |
| Landau     | Artzheim, Altorf, Dammheim, Eschbach, Essingen, Freisbach, Gommersheim,Hayna, Herxheim, Herxheimweyer, Ingenheim, Landau, Niederhochstatt, Nussdorf, Oberhochstatt, Queichheim, Ransbach, Rueltzheim, Waldhambach, Waldrohrbach |
| Candel     | Candel, Freckenfeld, Hatzenbuehl, Jockgrim, Muenschweiller, Minfeld, Pfortz, Rheinzabern, Schaidt, Wolmersweiller, Woerth et Rhin                                                                                               |
| Bergzabern | Baerbelrott, Bergzabern, Klingenmuenster, Kappellen et Druschweiller, Dierbach, Hergersweiller, Kleinhorbach, Kleinzellen, Niederhorbach, Oberhausen, Oberhoffen, Pleischweiller, Winden                                        |
| Billigheim | Appenhoffen, Billigheim, Erlenbach, Henschelheim, Ilbesheim, Klingen, Muehlhoffen, Mertzheim, Rohrbach, Steinweiller, Wolmersheim                                                                                               |